# Ayukawa
Ayukawa (en japonais : 鮎川浜, Ayukawa-hama) est un port de pêche rattaché à la ville d'Ishinomaki, dans la préfecture de Miyagi, sur la côte nord-est du Japon. Baigné par l'Océan pacifique, il est connu pour son activité de chasse à la baleine, appelée à s'arrêter.
Le port détient le record mondial Guinness du plus grand marché aux poissons, avec une surface de vente étendue sur 875,47 mètres.
Lors du tsunami qui a frappé les côtes japonaise au printemps 2011, le port et sa région ont été sévèrement touchés, avec la destruction totale de 80% des 700 habitations jouxtant le port. Au 17 juin 2011, le bilan pour la localité  totalisait 3 097 morts dont 2 770 disparus. Près de 29.000 résidents ont perdu leur foyer.